# Swami Niranjanananda Saraswati

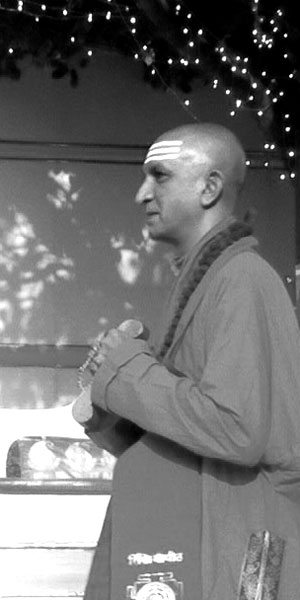
Swami Niranjanananda Saraswati, successeur de Swami Satyananda Saraswati.

Swami Niranjanananda Saraswati est un maître de yoga indien et successeur de Swami Satyananda Saraswati.
Il est né à Rajnandgaon en 1960 et intégra la Bihar School of Yoga (en) à l'âge de quatre ans. A dix ans, il est initié au Dashnami sannyasa puis, à partir de 1971, il voyage à l'étranger dans de nombreux pays pendant onze ans. Il est rappelé en Inde en 1983 pour assurer la présidence de la Bihar School of Yoga.
Pendant les onze années suivantes, il assure le développement de Ganga Darshan, Sivananda Math et de la Yoga Research Foundation. En 1990, il est initié à la tradition de Paramahamsa et devient, en 1993, le successeur de Swami Satyananda Saraswati. Sous sa direction est fondée la Bihar Yoga Bharati, première université de yoga au monde.
Swami Niranjanananda Saraswati est l'auteur de nombreux ouvrages. Il organise aussi des programmes de yoga en Inde et à l'international.